# Karl H. Hörning
Karl Heinz Hörning (* 19. Oktober 1938 in Heidelberg) ist ein deutscher Soziologe und
emeritierter Professor der Soziologie an der Rheinisch-Westfälischen Technischen Hochschule (RWTH) Aachen. Seine wissenschaftlichen Schwerpunkte sind:
Soziologie des Alltags, Kultur- und Techniksoziologie, Theorie sozialer Praktiken.

## Leben
Hörning studierte zuerst Wirtschaftswissenschaften, dann Soziologie und Ethnologie an
den Universitäten Heidelberg, München und Mannheim. 1966 erfolgte seine Promotion in Mannheim zum Dr. rer. pol. Nach einem Jahr als postdoc an der Harvard University wurde er Assistant Professor an der State University of New York at Buffalo, war Gastforscher an der University of Ghana in Accra und ging dann an die Ruhr-Universität Bochum, wo er sich 1972 habilitierte.
Von 1973 bis 1979 war er o. Professor an der Universität Kassel und von 1980 bis 2004 Direktor des Instituts für Soziologie der RWTH Aachen. Er war Gastprofessor an der Columbia University in New York, an der TU Wien und an der Universität Klagenfurt.

## Werk
Hörnings wissenschaftliche Arbeiten richteten sich anfänglich auf die kritischen Probleme der Macht und der sozialen Ungleichheit in unterschiedlichen gesellschaftlichen Modernisierungsprozessen. Dann beschäftigte er sich zunehmend mit den Auswirkungen neuer Techniken auf die Tätigkeiten von Arbeitern und Angestellten.
Daraus folgte sein Interesse an den vielfältigen Formen und Stilen des Umgangs mit Technik im Alltag. Diese Auseinandersetzung mit der Technik im Alltag ließ ihn eine kultursoziologische Techniktheorie erarbeiten, die er auf die grundlegende Frage nach der Macht der Dinge im sozialen Leben ausweitete. Immer wieder betont dabei Hörning die Bedeutung des praktischen Wissens, das sich in der alltäglichen Verwicklung mit den Dingen ausbildet und so zu kreativen und eigenständigen Umgangsweisen beizutragen vermag.

## Schriften (Auswahl)
- Praxis und Ästhetik. Das Ding im Fadenkreuz sozialer und kultureller Praktiken. In: Stephan Moebius und Sophia Prinz (Hrsg.): Das Design der Gesellschaft. Zur Kultursoziologie des Designs. transcript, Bielefeld 2012, ISBN 978-3-8376-1483-1, S. 29–48.
- mit Julia Reuter (Hrsg.): Doing Culture. Neue Positionen zum Verhältnis von Kultur und sozialer Praxis. transcript, Bielefeld 2004, ISBN 3-89942-243-0.
- Experten des Alltags. Die Wiederentdeckung des praktischen Wissens. Velbrück Wissenschaft, Weilerswist 2001, ISBN 3-934730-33-7.
- mit Rainer Winter (Hrsg.): Widerspenstige Kulturen. Cultural Studies als Herausforderung. Suhrkamp, Frankfurt am Main 1999, ISBN 3-518-29023-1.
- mit Karin Dollhausen: Metamorphosen der Technik. Der Gestaltwandel des Computers in der organisatorischen Kommunikation. Westdeutscher Verlag, Opladen 1997, ISBN 3-531-13005-6.
- mit Daniela Ahrens und Anette Gerhard: Zeitpraktiken. Experimentierfelder der Spätmoderne. Suhrkamp, Frankfurt am Main 1997, ISBN 3-518-28935-7.
- mit Anette Gerhard und Matthias Michailow: Zeitpioniere. Flexible Arbeitszeiten-neuer Lebensstil. Suhrkamp, Frankfurt am Main 1990, ISBN 3-518-28509-2.
- Time Pioneers. Flexible Working Time and New Lifestyles. Polity Press, Cambridge 1995, ISBN 0-7456-1076-5.
- mit Heinrich Bücker-Gärtner: Angestellte im Großbetrieb. Loyalität und Kontrolle im organisatorisch-technischen Wandel. Enke Verlag, Stuttgart 1982, ISBN 3-432-92961-7.
- als Hrsg.: Der „neue“ Arbeiter. Zum Wandel sozialer Schichtstrukturen. S. Fischer, Frankfurt am Main 1971, ISBN 3-436-01423-0.
- Secondary Modernization: Societal Changes of Newly Developing Countries – A Theoretical Essay in Comparative Sociology (= Monograph Series in World Affairs. Volume 7). University of Denver, Denver, Col. 1970.